# تنپی ساتو
تنپی ساتو (انگلیسی: Tenpei Sato؛ زادهٔ ۲۱ آوریل ۱۹۶۷) موسیقی‌دان اهل ژاپن است.